# Pieter Klein
Pieter Klein (Emmeloord, 22 juni 1966) is een Nederlandse onderzoeksjournalist, auteur en columnist. Van 2007 tot 2018 was Klein adjunct-hoofdredacteur bij RTL Nieuws. Hij houdt als redacteur vooral bezig met research, fact-check en de wet openbaarheid van bestuur. Zijn interesses liggen op het vlak van politiek, bestuur, economie, journalistiek en media. Zijn loopbaan is geïnspireerd door de onderzoeksjournalistiek verbeeld in de film All the President's Men over de ondergang van Richard Nixon.

## Journalist
Hij groeide op in Emmeloord (Lagere schooltijd) en Gorredijk, zijn middelbare school doorliep hij in Drachten; de HAVO van het Andreas College tussen 1978-1984. Een journalist van de Leeuwarder Courant kwam op die school een verhaal houden over journalistiek; Klein was verkocht. Pieter Klein studeerde tussen 1984 en 1988 aan de Christelijke Academie voor de Journalistiek in Kampen (in 1986 opgegaan in Windesheim). In zijn eerste jaar als freelance journalist werkte hij voor De Groene Amsterdammer, de IKON en HN-Magazine.(1989-1990) Van 1991 tot 1995 was hij politiek verslaggever voor AVRO's Radiojournaal. In 1995 werd Klein politiek verslaggever voor het Algemeen Dagblad. Als portefeuilles had hij Financiën, Economische Zaken, Sociale Zaken en Werkgelegenheid. Vanaf 1999 was hij in Londen correspondent Groot-Brittannië voor het AD en zou dat tot 2002 blijven doen.

## Televisie
Vanaf 2003 werkte Klein als chef politieke redactie voor RTL Nieuws. In 2006 werd hij een hoofd persvoorlichting op het ministerie van Financiën. In 2007 keerde hij terug bij RTL als adjunct-hoofdredacteur als opvolger van Hugo van der Parre; van 2018 tot 2022 was hij er onderzoeksjournalist..
In 2022 werd hij hoofdredacteur bij Nieuwsuur. Collega Jan Kleinnijenhuis verhuisde mee.

## Erkenning
In 1999 werd hij met Stephan Koole onderscheiden met de Anne Vondelingprijs. De prijs werd toegekend voor de verslaggeving rondom de formatie van het kabinet Paars-II in 1998. In 2019 kreeg hij samen met Jan Kleinnijenhuis van Trouw De Tegel in de categorie Onderzoek. Zij kregen dit voor hun diepgravende onderzoek naar de Toeslagenaffaire bij de Nederlandse Belastingdienst. Voor datzelfde onderzoek werden zij in 2019 uitgeroepen tot Journalist van het Jaar.

## Prijzen
- 1999 – Anne Vondelingprijs
- 2019 – De Tegel
- 2019 - Journalist van het Jaar

## Publicaties
Biografieën
- Wim Kok. Het taaie gevecht van een polderjongen, samen met Redmar Kooistra; uitgeverij Prometheus (1998) ISBN 9789053336717
- Jan Pronk. Rebel met een missie, samen met Margriet Brandsma; Uitgeverij Scheffers (1996) ISBN 9789055460335

- Virtual International Authority File: 65785052